# Cândido de Faria
Pour les articles homonymes, voir Faria.
Cândido Aragonez de Faria, né à Laranjeiras (Sergipe) le 12 août 1849 et mort à Paris le 17 décembre 1911, signant du nom d'artiste « Faria », est un caricaturiste, peintre, lithographe et affichiste brésilien installé en France à partir de 1882.
Faria fait des affiches pour des artistes de cafés-concerts et pour le cinéma ; il travaille également pour l'édition musicale (lithographies de petits et grands formats). Responsable d'un atelier, les productions collectives sont signées « atelier Faria ».

## Biographie
Faria s'installe à Paris et débute aux côtés de Charles Clérice.
Il avait son atelier au 6, rue de Steinkerque dans le 18e arrondissement de Paris, où il meurt le 17 décembre 1911.

## Œuvre
Pour l'édition musicale, par exemple, Faria a illustré de nombreuses partitions pour le chanteur Paulus, ou un portrait de Montéhus utilisé sur de nombreuses partitions de chansons de l'artiste. Les œuvres de Faria et de son atelier sont caractérisées par la richesse et la luminosité des couleurs. Faria fut, de 1902 à 1911, le créateur principal d'affiches pour Pathé.

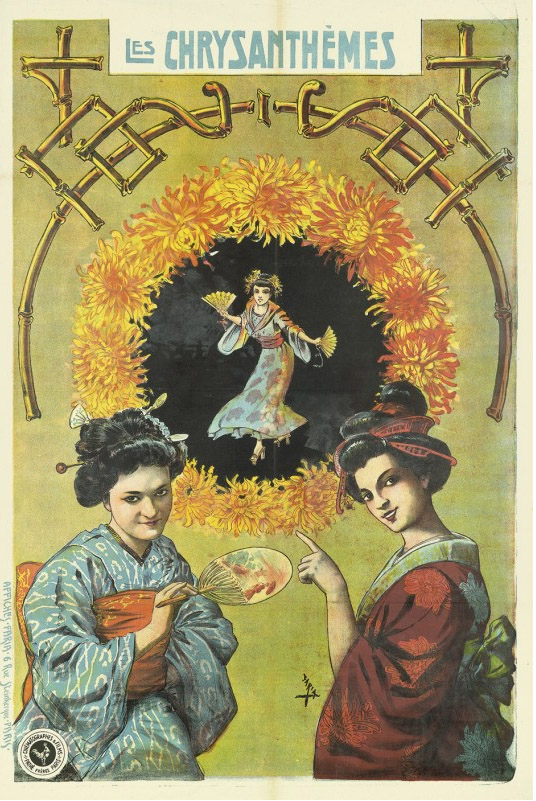
Affiche pour Les chrysanthèmes, un film des Pathé Frères, 1907
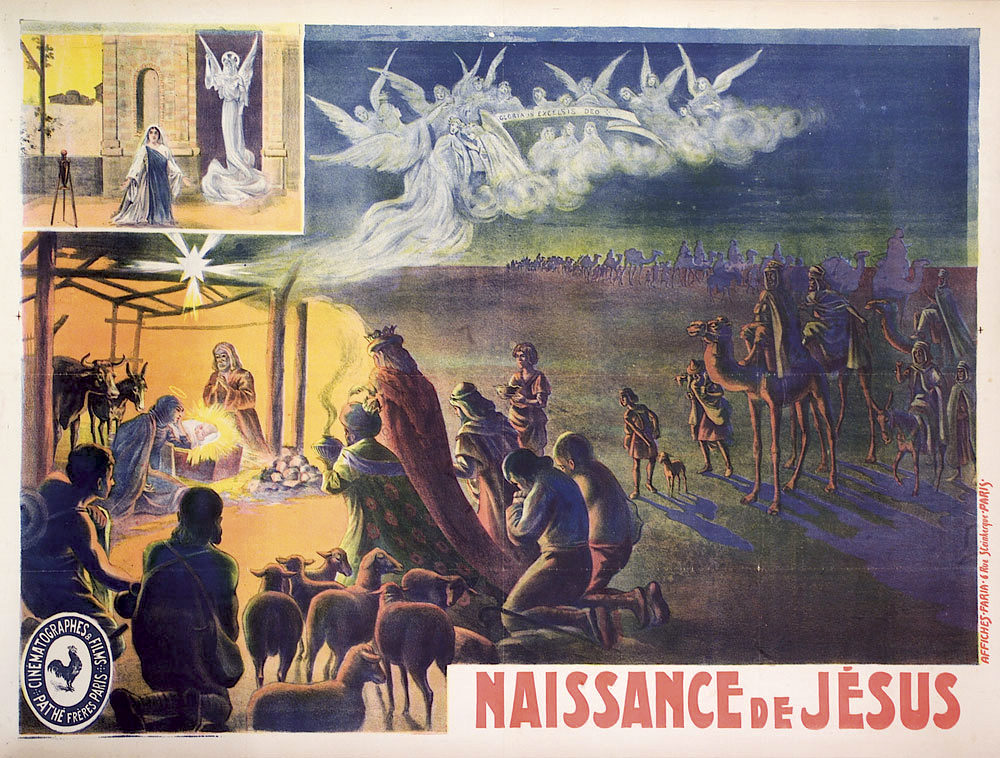
Affiche pour Vie et passion de notre seigneur Jésus-Christ, un film muet par Ferdinand Zecca et Segundo de Chomón, 1907
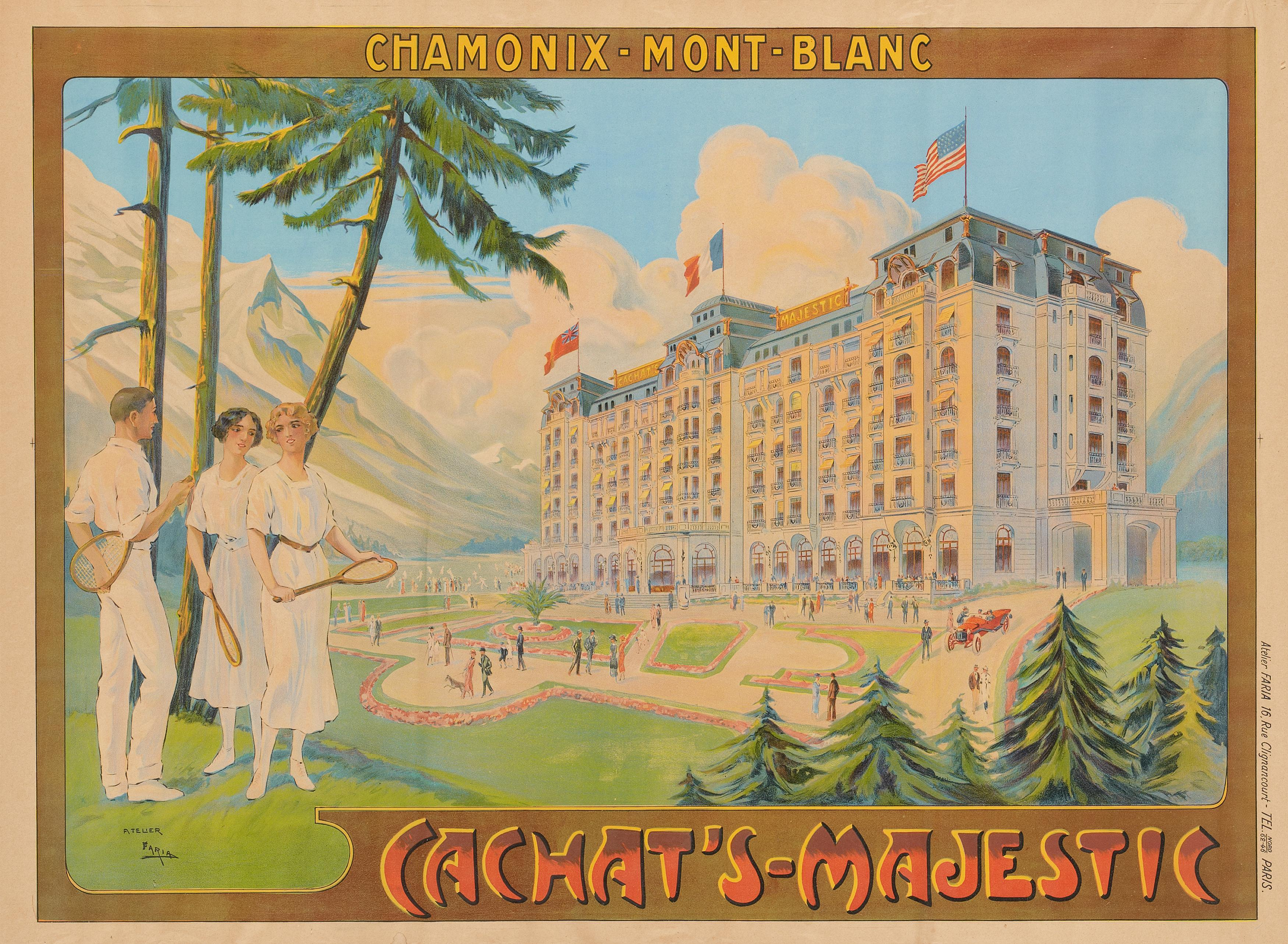
Affiche pour Chamonix-Mont-Blanc, Cachat's majestic hotel. Ca. 1910.
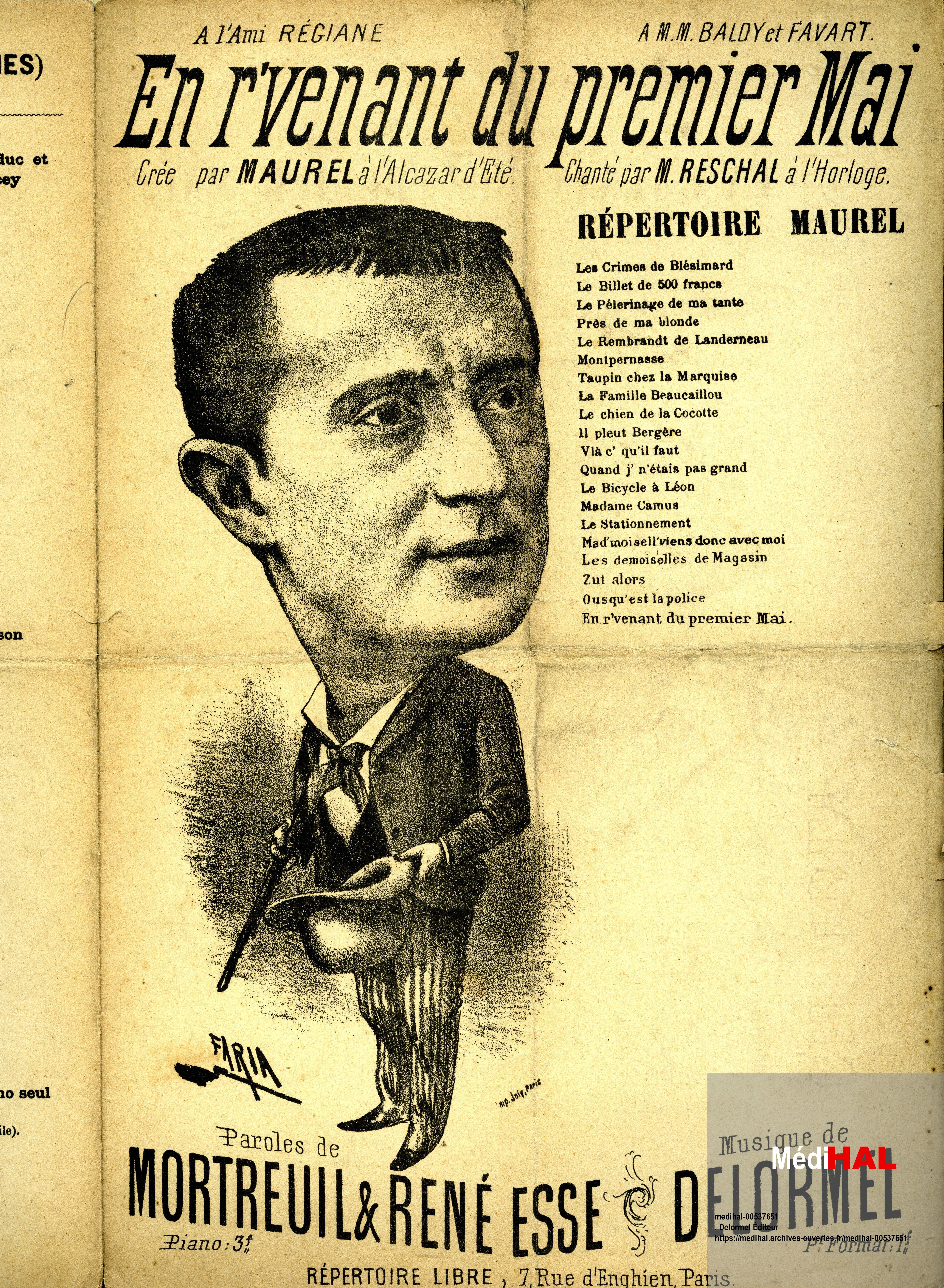
Chanson-papier En r'venant du premier mai.
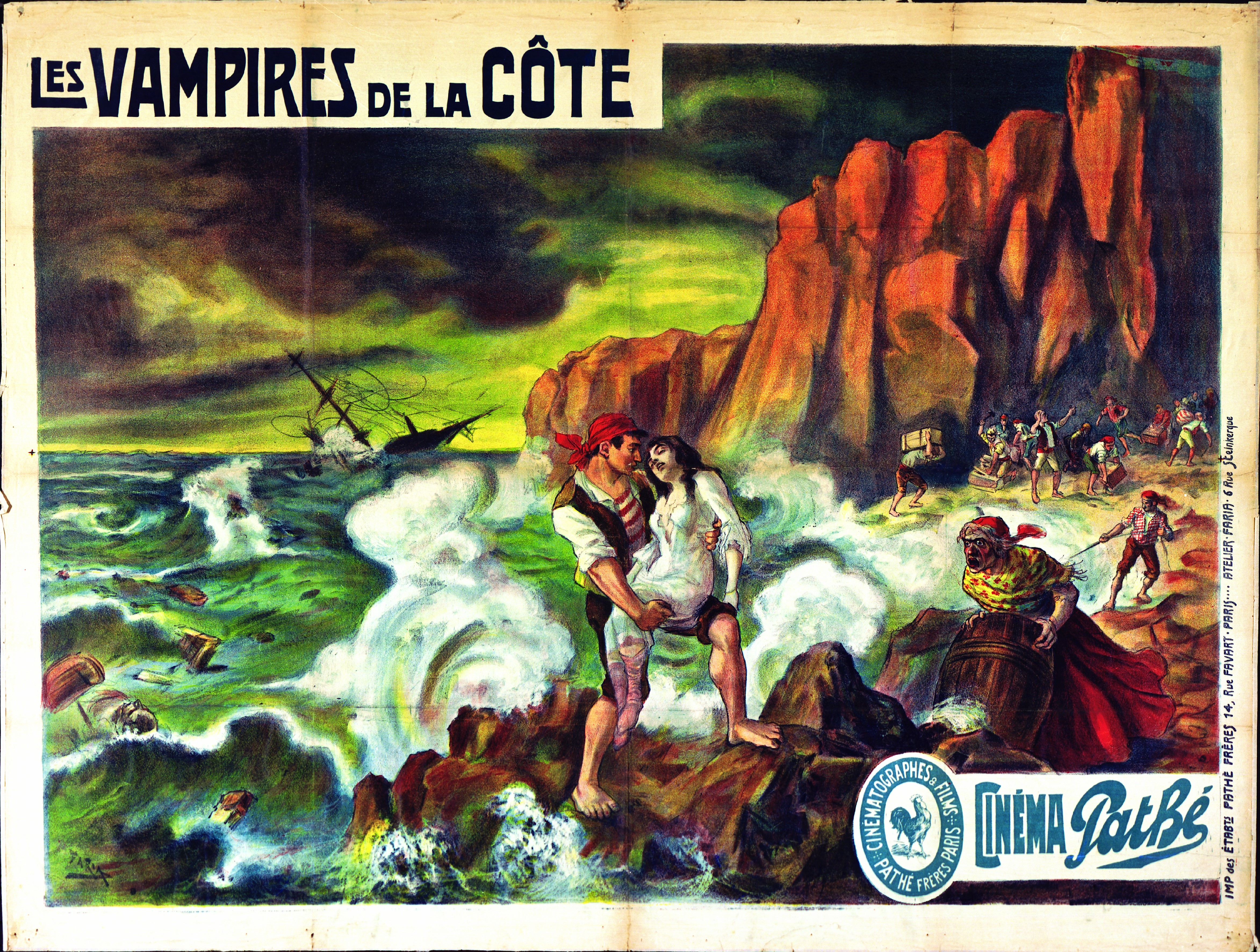
Affiche pour le film Les Vampires de la côte, 1908. Collection EYE Film Instituut Nederland.

### Titres de quelques œuvres
- Si l'amour s'égare Romance, paroles de Louis Dehné, de Félix Chaudoir, Cândido de Faria, partition musicale F. Guillemain, Paris, 1886
- Ça va marcher Chansonnette comique de Felix Chaudoir, Cândido de Faria; Louis Dehné, partition musicale F. Guillemain, Paris, 1887
- Lequel des trois Chansonnette comique, de Edouard Cazaneuve; Cândido de Faria; Henri Labroue; Louis Dehné́, partition musicale Musique folklorique, L. Bathlot-Joubert, Paris, 1891
- Le Boléro de l'Etudiant. Paroles et Musique d'Edmond L'Huillier et Chanté par Théodore Bruet à l'Eldorado. Partition musicale illustrée par Faria.